# Col·leccionisme de còmics
El col·leccionisme de còmics o historietes és el col·leccionisme de còmics com a objectes de culte o inversió i no només per a la seva re-lectura. És un altre mercat diferent del de compravenda dels originals usats per a la seva impressió.

## Característiques
El còmic antic pot tenir, a més del seu valor artístic o expressiu, un valor arqueològic o sociohistòric, en informar de les condicions de vida, estètiques i ideologies de temps passats.
El seu preu, no obstant això, pot dependre d'altres variables:
- El nombre d'exemplars supervivents, de tal manera que un còmic del qual hi ha pocs exemplars serà més valuós que un altre molt abundant.
- El seu estat de conservació, que es mesura mitjançant una escala de 10 graus, inventada per Stephen Fishler.[3]
- Modes o corrents discontinus de consum.[2]

A la dècada dels seixanta, podia considerar-se que el preu de 100 dòlars pagat per un primer exemplar del número 27 del Comic book Detective Comics, on va aparèixer per primera vegada Batman, va ser bastant alt. Cal tenir en compte que el seu preu original el 1939 va ser de 10 centaus (uns 7 cèntims d'euro).
Recentment, s'ha produït una escalada vertiginosa dels preus, sobretot als Estats Units d'Amèrica:
- 13/03/2009: 317.200 dòlars (uns 234.000 euros) per un exemplar del primer número de "Action Comics" (1938), on Superman va aparèixer per primera vegada. Aquest còmic tenia un sis a l'escala de conservació i va ser adquirit per John Dolmayan. El seu preu original també va ser de 10 centaus.[3]
- 23/02/2010: 1 milió de dòlars (735.500 euros) per un altre exemplar del primer número d'"Action Comics", però amb un grau de conservació major (un "8"). Va ser adquirit directament a través de l'empresa de subhastes Comicconnect.com per un comprador desconegut.[5]
- 26/02/2010: 1,075 milions de dòlars (789.077 euros) per un número 27 de Detectiu Comics (1939). La venda va tenir lloc en una subhasta a Dallas.[4]
- 31/11/2011: 2.161.000 dolares (1.605.389 euros) per un altre número 1 de Action Comics que havia pertangut a Nicolas Cage i amb un 9 en el seu grau de conservació.[6]
- 10/05/2012: 315.000 dòlars (243.000 euros) per un altre número 27 de "Detectiu Comics".[7]

Aquesta escalada pot justificar-se per diversos motius:
- La proliferació de pel·lícules basades en superherois.[8]
- L'alternativa d'inversió que ofereixen els articles col·leccionables en una situació econòmica caracteritzada pel daltabaix immobiliari i borsari.[4]

D'altra banda, la progressiva constitució d'un mercat de venda digital, permet augurar que les llibreries especialitzades hagin d'orientar-se cap al col·leccionisme de còmics antics per poder sobreviure.

## Col·leccionistes més importants
Als Estats Units, alguns dels col·leccionistes més importants pertanyen al món del cinema: Nicolas Cage, George Lucas, Steven Spielberg.